# Gambler (песня)
«Gambler» (с англ. — «Азартный игрок») — песня американской исполнительницы Мадонны из альбома-саундтрека к фильму 1985 года Зрительный поиск. Песня была написана Мадонной, аранжировка выполнена Джоном «Jellybean» Бенитесом по её просьбе. Запись была выпущена в качестве второго сингла с альбома-саундтрека к фильму в сентябре 1985 года Geffen Records. «Gambler» никогда не выпускался в Соединённых Штатах в виде сингла по просьбе основного лейбла Мадонны Sire Records. Музыкальное видео песни является нарезкой из кадров фильма.
Критики по-разному отреагировали на песню, но она была коммерчески успешной и достигла первой десятки в топах Австралии, Бельгии, Ирландии, Италии, Нидерландов, Норвегии и Великобритании. Мадонна исполнила песню только один раз в 1985 году на The Virgin Tour, что было зафиксировано в видео-релизе Madonna Live: The Virgin Tour.

## История создания
После записи «Crazy for You» один для звуковой дорожки 1985 приходит совершеннолетие драмы Vision Quest, Мадонна выбрала Джон «Jellybean» Бенитес производить другую её самостоятельно написали песни под названием «Gambler». Песня была добавлена в саундтрек музыкальным продюсером Филом Рамоне. Он решил, что это уместно для первых кадров фильма. Мадонна объяснила, что этот трек «действительно точка зрения девушки, потому что она, похоже, неостановимый человек». Ей не нужен этот парень. Поскольку песня была записана на лейбле Geffen, коммерческий выпуск сингла в Соединенных Штатах был отменён по просьбе руководства лейбла Мадонны Sire Records. Они боялись, что коммерческая доступность сингла Мадонны нанесла бы ущерб другим синглам с альбома Like a Virgin и уже имеющейся распространенной Geffen «Crazy for You». Следовательно, «Игрок» никогда не выпускался и не отправлялся в эфир в США. Британский 12-дюймовый сингл содержал Extended Dance Mix, инструментальный ремикс и песню «Nature of the Beach» от Black 'n Blue. У 7 "сингла была оригинальная версия и" Природа пляжа". Видео для «Gambler» похоже на «Crazy for You», Мадонна поёт песню вместе с нарезкой из фильма Vision Quest. Мадонна сняла свое выступление 22 ноября 1983 года в таверне Big Foot в Спокане, штат Вашингтон. «Gambler» оставался последним синглом Мадонны, написанным ей в одиночку более двух десятилетий, до «Hey You» (2007). В 1991 году в интервью Rolling Stone Мадонна объясняла, что стала "лениться" писать песни без посторонней помощи.

## Композиция
В музыкальном плане "Gambler" - это жизнерадостная песня, сочетающая в себе элементы synth-pop и disco, сочиненные в стиле песен одноименного дебютного альбома Мадонны. В песне представлены инструменты от ударных, электронных хлопков руками и ударных, которые сопровождаются синтезаторными басами и клавишными. Песня начинается с припева с четырьмя аккордами и короткого куплета с тремя аккордами, в конечном итоге достигающего бриджа, где голос Мадонны звучит эхом. Ближе к концу кода песни использует новую сексенцию со свистом, а строка «Ты не можешь остановить меня сейчас» (You can't stop me now) заканчивает эхо.
Согласно нотам, опубликованным на Musicnotes.com Alfred Music, песня написана в стандартном размере 4/4 с темпом 100 ударов в минуту. Вокальный диапазон Мадонны варьируется от B ♭ 3 до E 5. «Gambler» написан в тональности ре минор и имеет базовую Dm – G – Dm – G – Dm – G – A в качестве последовательности аккордов. В лирике, Мадонна утверждает свою независимость и смелое отношение к жизни, к любовнику, который, по её словам, не сможет понять или смириться с её скоростью.

## Профессиональные рецензии
Рикки Руксби, автор «Полного руководства по музыке Мадонны», сравнил эту песню с музыкой группы Blondie и сказал: «Быстрое движение по различным секциям не может спасти песню от того, чтобы быть достаточно обыкновенной, но оно проходит достаточно быстро. Это похоже на гастроэнтерит». Алекс Хендерсон из Allmusic назвал песню «ультраинфекционной драгоценностью, которой, к сожалению, нет ни на одном из компакт-дисков Material Girl [Мадонны]», и считает, что «Gambler» - одна из тех песен, которые должны были стать хитом. но не стали, так как тогда «Crazy for You» взлетела на вершину поп-чарта ». Альфред Сото из Stylus Magazine назвал «Gambler» «диско-панком, издание Flashdance назвало песню «самым агрессивным треком в карьере Мадонны». Сото добавил: «Игрок» - единственно возможный ответ на медленный танец, в котором вы остались настолько же неудовлетворенными, как и пять минут назад. Это заслуживает бессмертия рядом с « Into the Groove » [. , , ] Музыка подходит к её вокалу - настойчивая, резкая, от бедра; она произносит фразу «Ты просто завидуешь, потому что ты не можешь быть мной», как будто это выстрел Rumplemints ; тем временем синтезаторы Animotion поднимают вверх её юбку. Роберт Кристгау дал смешанную рецензию на песню.
Р. Серж Денисов и Уильям Д. Романовски, авторы Risky Business: рок в фильме, почувствовали, что песня «угодила в фильм с персонажем, где она мало уместна». Руководство по кинематографии 1986 года включило эту песню в качестве одного из самых значимых на саундтреке номеров. В августе 2018 года Billboard назвал её 91-й величайшей песней певицы; Эндрю Унтербергер назвал это «неофициальным концом эры Like a Virgin, её последней неожиданной неожиданностью перед тем, как перейти к более высокую лигу в эру True Blue. Это взрыв, хотя звучит так, будто она могла выдала его в раздевалке за десять минут". Slant Magazine ' Ed Gonzalez писал: «Gambler" является тем, как „Dress You Up“ звучала бы после шести кокетйлей водка-ананас [. , , ] Для того, чтобы думать, что могло бы быть если бы она принесла смутное чувство уязвимости для того, что, по своей сути, является прокламацией эмансипации, но это иначе захватывающий брак между самоуверенностью Мадонны и сексуальной аранжировкой «Jellybean» Бенитеса». Rolling Stone назвал его «срочно звучащим танцевальным треком», чьё «чувство напора хорошо сочеталось с темой [Vision Quest ' особенно история его труднодоступный героини (которую играет Линда Фиорентино )». The Guardian ' s Джуд Роджерс назвал это "неловким, приятно панковым треком".

## Коммерческий успех
Песня «Gambler» была выпущена в октябре 1985 года в Великобритании и дебютировала на 20-й позиции в британском чарте. Через две недели она достигла пика, заняв 4-е место и присутствовал в чарте в общей сложности 14 недель. К концу 1985 года Мадонна достигла ещё одного рекорда с песней, став первой женщиной-артисткой, получившей восемь Топ-10 британских синглов за один календарный год. Песня была сертифицирована серебром Британской фонографической промышленности (BPI) за проданные 250 000 копий сингла. По данным Official Charts, было продано 295 000 копий песни. В Австралии «Gambler» дебютировал в Kent Music Report под номером 51 и под номером 17 в топ-50 достигнув пика под номером 10. В Германии песня дебютировала на 39-м месте в чартах Media Control и достигла 25-го через пять недель, присутствуя в чарте в общей сложности 12 недель. По всей Европе работа вошла в десятку чартов в Бельгии, Ирландии, Италии, Нидерландах и Норвегии. Сингл также достиг № 23 в Швейцарии и № 45 в Новой Зеландии.

## Живое выступление
Мадонна исполняла эту песню живьём только на The Virgin Tour в 1985 году. Это была первая песня второго акта шоу. Мадонна была одета в чёрный бахромой микро-топ и аналогичную юбку с открытым пупком и несколькими крестами разных размеров, свисающими с разных частей тела. Когда началось гитарное вступление к песне, Мадонна появилась на боковой сцене и начала энергично танцевать в свете мигающих огней. Во время исполнения песни она иногда открывала пиджак, а иногда седлала стальную конструкцию, присутствующую на сцене. Выступление закончилось прыжком Мадонны с боковой сцены на главную сцену. Оно было включено в видео-релиз Madonna Live: The Virgin Tour, который был снят в Детройте.

## Форматы и список композиций
- Германия / Великобритания / Австралия / Нидерланды 7" сингл[27]

1. "Gambler"   — 3:54
2. "Nature of the Beach" (Black 'n Blue)   — 3:45

- Великобритания / Нидерланды 12" сингл[28]

1. «Gambler» (Extended Dance Mix) — 5:34
2. «Gambler» (Инструментальный Ремикс) — 3:55
3. «Nature of the Beach» (Black 'n Blue) — 3:45

## Участники записи
- Мадонна — автор, вокал
- Джон «Желе» Бенитес — продюсер
- Стивен Брей — аранжировщик
- Грег Фулгинити — мастеринг
- Джон Калоднер — исполнительный продюсер

## Чарты
| Чарт (1985–86)                     | Высшая позиция |
| ---------------------------------- | -------------- |
| Australia (Kent Music Report)      | 10             |
| Бельгия/Фландрия (Ultratop 50)     | 10             |
| Франция (SNEP)                     | 33             |
| Германия (GfK)                     | 25             |
| Iceland (RÚV)                      | 6              |
| Ирландия (IRMA)                    | 3              |
| Italy (FIMI)                       | 3              |
| Нидерланды (Dutch Top 40)          | 9              |
| Нидерланды (Single Top 100)        | 7              |
| Норвегия (VG-lista)                | 9              |
| Новая Зеландия (Recorded Music NZ) | 45             |
| Швейцария (Schweizer Hitparade)    | 23             |
| Великобритания (OCC UK Singles)    | 4              |

| Chart (1985)           | Position |
| ---------------------- | -------- |
| Italian Singles (FIMI) | 39       |

## Сертификации
| Регион                                                      | Сертификация | Продажи |
| ----------------------------------------------------------- | ------------ | ------- |
| Japan (Oricon Charts)                                       | —            | 8,510   |
| Великобритания (BPI)                                        | Серебряный   | 295,000 |
| ^ Данные о тиражах приведены только на основе сертификации. |              |         |

## Сноски
1. ↑  Max Bell. Singles: Madonna — «Gambler» (англ.) // No. 1[англ.] : magazine. — London: IPC Magazines Ltd., 1985. — 12 October (no. 121). — P. 44. — ISSN 0266-5328. Архивировано 18 мая 2023 года.
2. ↑  Gavin Martin[англ.]. Singles: Madonna — «Gambler» (Geffen) (англ.) // New Musical Express : magazine. — London: IPC Magazines Limited[англ.], 1985. — 10 May. — P. 19. — ISSN 0028-6362. Архивировано 20 мая 2023 года.
3. ↑  Kreps, Daniel (28 июля 2016). Madonna's 50 Greatest Songs: 'Gambler' (from 'Vision Quest,' 1985). Rolling Stone. Архивировано 30 июля 2016. Дата обращения: 28 июля 2016.
4. 1 2  Fouz-Hernández & Jarman-Ivens, 2004
5. 1 2 3 4 5 6  Rooksby, 2004
6. ↑  Metz & Benson, 1999
7. ↑  Hey You. Warner Chappell Music. Дата обращения: 19 февраля 2015. Архивировано 19 февраля 2015 года.
8. ↑  Fisher, Carrie. True Confessions: Carrie Fisher Interviews Madonna (англ.) // Rolling Stone : magazine. — 1991. — 27 June (no. 607). Архивировано 2 июня 2019 года.
9. ↑  Digital sheet music – Madonna – Gambler. Musicnotes.com. Alfred Publishing. Дата обращения: 5 марта 2010. Архивировано 14 июля 2014 года.
10. ↑  Henderson, Alex. [Gambler (песня) (англ.) на сайте AllMusic Vision Quest [Original Soundtrack] > Overview]. Allmusic. Rovi Corporation (8 сентября 1985). Дата обращения: 5 марта 2010.
11. ↑  Soto, Alfred. Madonna – Like a Virgin / The Immaculate Collection. Stylus Magazine (23 октября 2007). Дата обращения: 5 марта 2010. Архивировано из оригинала 9 марта 2013 года.
12. ↑  Christgau, Robert. Playboy Music: Vision Quest (Geffen). Robertchristgau.com (9 октября 1985). Дата обращения: 5 марта 2010. Архивировано 27 февраля 2010 года.
13. ↑  Denisoff & Romanowski, 1991
14. ↑  Nash & Ross, 1991
15. ↑  Unterberger, Andrew (15 августа 2018). The 100 Greatest Madonna Songs: Critics' Picks. Billboard. Архивировано 30 августа 2018. Дата обращения: 14 мая 2019.
16. ↑  Gonzalez, Ed. The Beat Goes On: Every Madonna Single Ranked. Slant Magazine (1 августа 2018). Дата обращения: 14 мая 2019. Архивировано 22 марта 2019 года.
17. ↑  Madonna's 50 Greatest Songs. Rolling Stone. 27 июля 2016. Архивировано 14 мая 2019. Дата обращения: 14 мая 2019.
18. ↑  Rogers, Jude. Every one of Madonna's 78 singles – ranked! The Guardian (16 августа 2018). Дата обращения: 26 августа 2018. Архивировано 25 августа 2018 года.
19. ↑  Tobler, 1991
20. 1 2  Madonna: The Official Top 40 (англ.). MTV. MTV Networks. Дата обращения: 20 декабря 2010. Архивировано 10 октября 2010 года.
21. ↑  Australian Top 50 – Week Ending 13th October, 1985 (англ.). Kent Music Report. — The Kent Report chart was licensed by ARIA from mid 1983 until June 19, 1988. Дата обращения: 24 марта 2016. Архивировано 5 апреля 2016 года.
22. ↑  Kent D. Australian Chart Book 1970–1992 : [англ.]. — 1st. — St Ives[d] : Australian Chart Book[d], 1993. — P. 188. — ISBN 978-0-646-11917-5. — WD Q115605500.
23. 1 2  Australian Top 50 – Week Ending 27th October, 1985 (англ.). Kent Music Report. — The Kent Report chart was licensed by ARIA from mid 1983 until June 19, 1988. Дата обращения: 24 марта 2016. Архивировано 5 апреля 2016 года.
24. ↑  Chartverfolgung > Madonna > Gambler (нем.). Media Control Charts. Musicline.de (2 декабря 1985). Дата обращения: 4 марта 2010. Архивировано из оригинала 19 июля 2011 года.
25. 1 2  Clerk, 2002
26. ↑  Madonna Live: The Virgin Tour (VHS, Laserdisc, DVD). Madonna. Warner Music Vision. 1985. 38105-3.{{cite AV media notes}}:  Википедия:Обслуживание CS1 (другое в cite AV media (notes)) (ссылка)
27. ↑  Gambler (UK 7-inch Single liner notes). Madonna. Geffen Records. 1985. A 6585.{{cite AV media notes}}:  Википедия:Обслуживание CS1 (другое в cite AV media (notes)) (ссылка)
28. ↑  Gambler (Media notes). Geffen Records.
29. ↑   "Madonna – Gambler" (нид.). Ultratop 50.   Проверено 2014-12-12.
30. ↑   "Madonna – Gambler" (фр.). Le classement de singles.  Проверено 2014-12-12.
31. ↑   "Madonna – Gambler" (нем.). GfK Entertainment charts.  Проверено 2014-12-12.
32. ↑  Madonna Chart History. RÚV. Дата обращения: 24 мая 2017. Архивировано 11 декабря 2017 года.
33. ↑   "= title&placement=Gambler The Irish Charts – Search Results – Gambler". Irish Singles Chart.  Проверено 2014-12-12.
34. ↑  Madonna: Discografia Italiana (итал.). Federation of the Italian Music Industry (1984–1999). Дата обращения: 8 января 2010. Архивировано 1 августа 2012 года.
35. ↑   "Nederlandse Top 40 – Madonna" (нид.). Dutch Top 40.  Проверено 2014-12-12.
36. ↑   "Madonna – Gambler" (нид.). Single Top 100.  Проверено 2014-12-12.
37. ↑   "Madonna – Gambler". VG-lista.  Проверено 2014-12-12.
38. ↑   "Madonna – Gambler". Top 40 Singles.  Проверено 2014-12-12.
39. ↑   "Madonna – Gambler". Swiss Singles Chart.  Проверено 2014-12-12.
40. ↑   "Madonna: Artist Chart History". Official Charts Company.  Проверено 2014-12-12.
41. ↑  Top Annuali Singles: 1985 (итал.). Federation of the Italian Music Industry. Дата обращения: 8 января 2010. Архивировано 11 ноября 2013 года.
42. ↑  Oricon Album Chart Book: Complete Edition 1970–2005 (англ.). — Roppongi, Tokyo: Oricon, 2006. — ISBN 4-87131-077-9.
43. ↑  British  single  certifications – Madonna – Gambler (англ.). British Phonographic Industry. Дата обращения: 2014-12-12.